# Teutschenthal
Teutschenthal es un municipio situado en el distrito de Saale, en el estado federado de Sajonia-Anhalt (Alemania), a una altitud de 120 metros. Su población a finales de 2015 era de unos 13 000 habitantes y su densidad poblacional, 140 hab/km².
Se encuentra a poca distancia al oeste del río Saale, un afluente del río Elba.

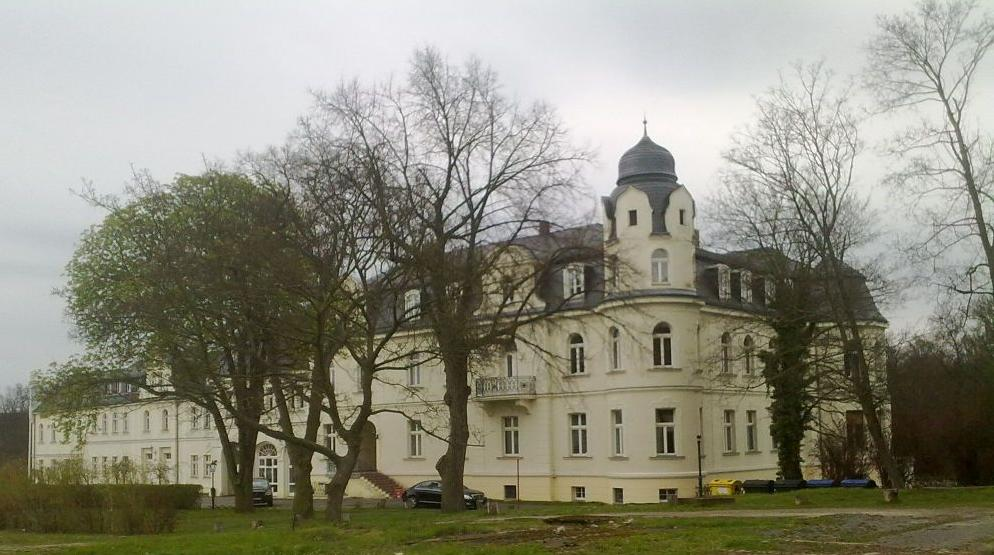
Palace Teutschenthal